# ZSU-57-2
Die ZSU-57-2 (russisch ЗСУ-57-2, ZSU = Senitnaja Samochodnaja Ustanowka = Flugabwehr-Selbstfahrlafette) war eine Fla-Sfl der Sowjetarmee. Sie wurde in den frühen 1950er-Jahren entwickelt und 1955 eingeführt. Das Fahrzeug basiert auf einem modifizierten T-54.

## Entwicklung
Bereits der Zweite Weltkrieg hatte gezeigt, dass die mechanisierten Infanterie- und Panzerverbände Unterstützungswaffen benötigten, die ihnen auf dem Gefechtsfeld folgen und ein Mindestmaß an Schutz bieten konnten. Während des Krieges konzentrierte sich die Sowjetunion jedoch auf den Bau von Kampfpanzern, Sturmgeschützen und Jagdpanzern. Flugabwehr-Selbstfahrlafetten wie die SU-72 oder die ZSU-37 auf Basis der 37-mm-Flak M1939 wurden zwar entwickelt, kamen jedoch nicht in großen Stückzahlen zum Einsatz. Insgesamt wurden nur 75 Stück gebaut.
Ab 1944 begann im wissenschaftlich-technischen Institut Nr. 58 (НИИ-58, deutsch NII-58) unter Leitung von Wassili Grabin die Entwicklung der gezogenen automatischen 57-mm-Flugabwehrkanone S-60. Diese Waffe wurde 1946 erprobt und anschließend in die Bewaffnung der sowjetischen Streitkräfte übernommen. Hauptnachteil war die mangelnde taktische Beweglichkeit. Die S-60 war nicht in der Lage, den zu unterstützenden motorisierten Schützen- und Panzerregimentern auf dem Gefechtsfeld zu folgen. Daher wurde bereits 1947 im NII-58 mit der Entwicklung einer neuen Variante begonnen, wieder unter der Leitung von Grabin. Vorgesehen war die Entwicklung eines doppelläufigen Fla-Geschützes auf einer Selbstfahrlafette. Die modifizierte Fla-Kanone erhielt die Bezeichnung S-68. Für Versuchszwecke wurde das Zwillingsgeschütz auf einer Lafette S-79A (С-79А) aufgebaut und mit elektrischen Richtantrieben ESP-76 (ЭСП-76) versehen.
Die Selbstfahrlafette entstand auf der Basis des mittleren Panzers T-54. Das Fahrzeug erhielt die Werksbezeichnung „Objekt 500“, die Bezeichnung in den sowjetischen Streitkräften lautete ZSU-57-2 (ЗСУ-57-2). Dabei steht ZSU für Fla-Selbstfahrlafette (зенитная самоходная установка), die Zahl 57 für das Kaliber der Fla-Kanonen in Millimetern und 2 für die Anzahl der Fla-Geschütze.
Die Erprobungen fanden zwischen 1950 und 1954 statt. Nach dem Abschluss der Erprobungen 1955 wurde das System in die Bewaffnung der Sowjetarmee übernommen. Die Produktion endete bereits 1960, da die ZSU-57-2 mit ihren Gefechtseigenschaften nicht überzeugen konnte.

## Konstruktion

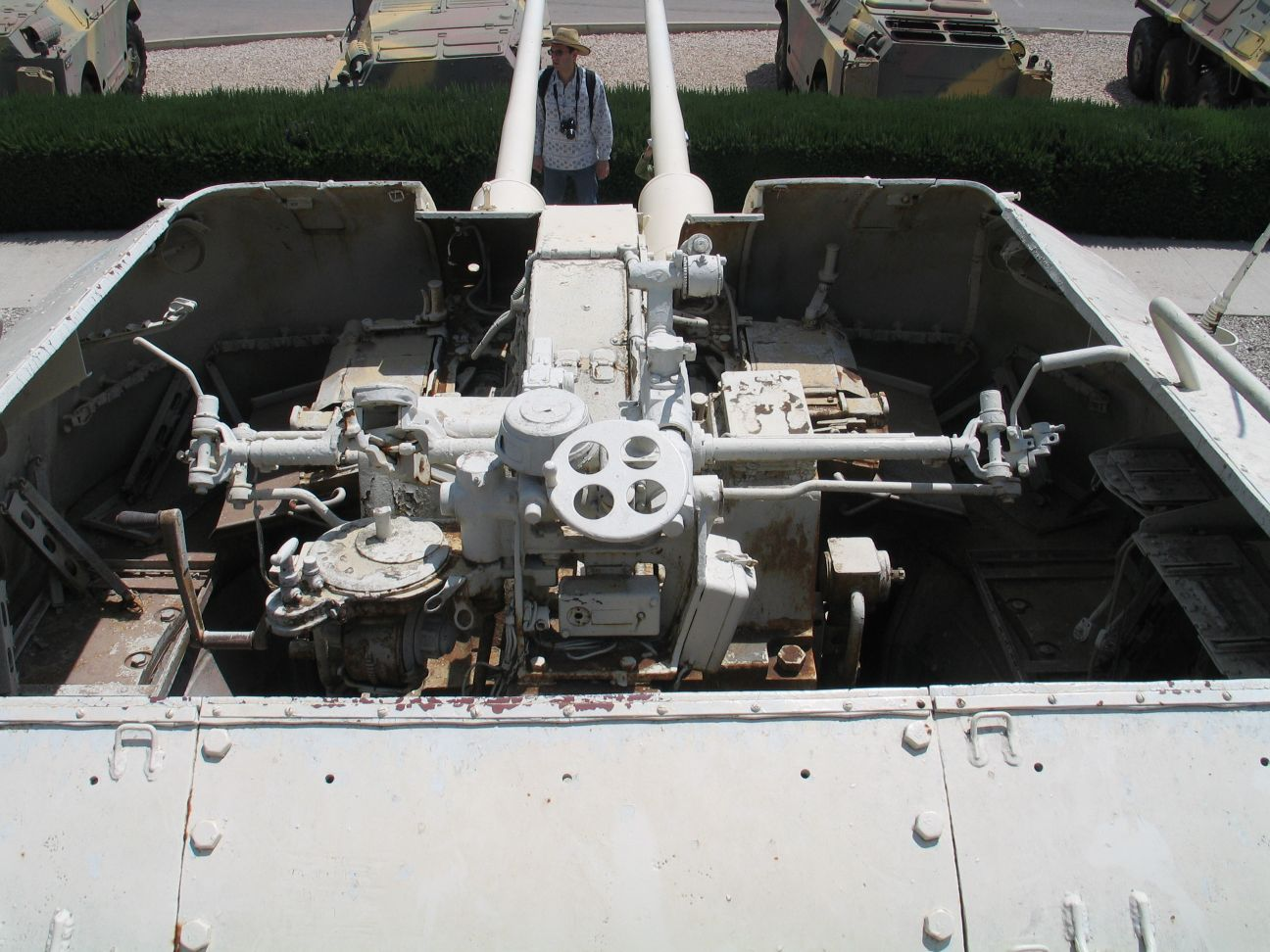
Blick in den Turm mit der Waffenanlage

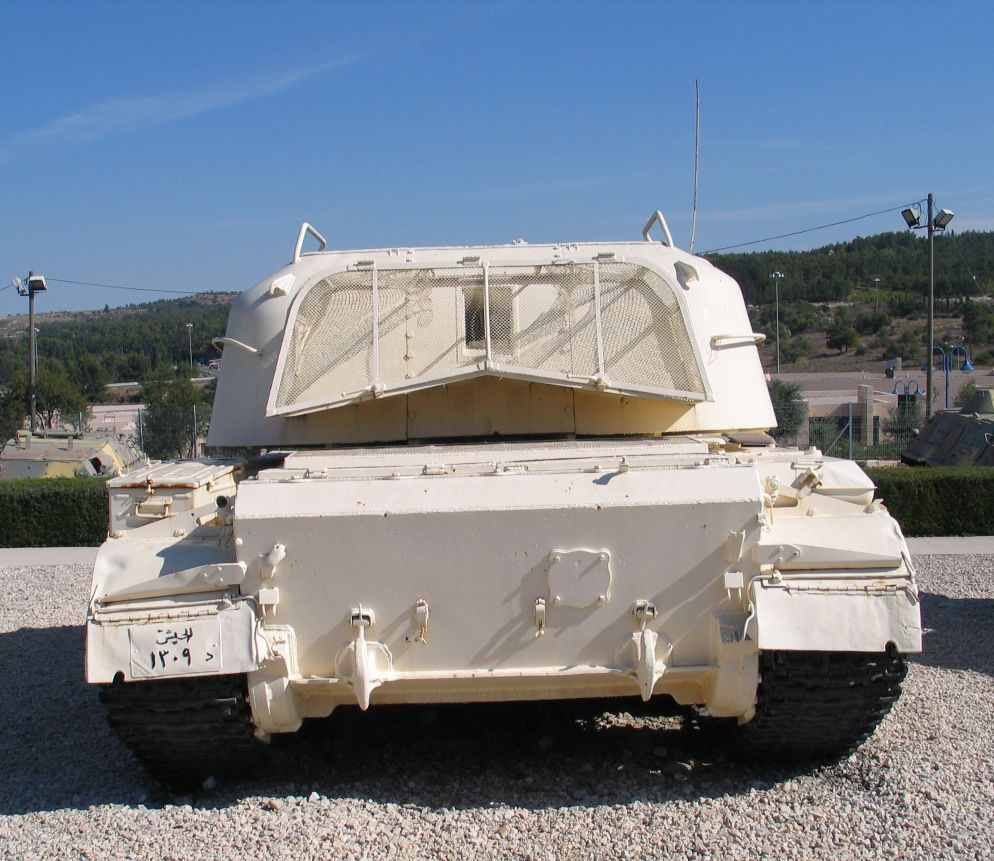
Heckansicht, zu erkennen sind die Öffnung in der Rückwand des Turmes zum Auswerfen der Hülsen und der Hülsensammelkorb

Die ZSU-57-2 ist eine leicht gepanzerte Fla-Selbstfahrlafette. Die Konstruktion des Fahrgestells wurde vom T-54 übernommen, jedoch um eine Laufrolle gekürzt. Der Fahrer fand seinen Platz im Bugraum der Wanne. Zum dahinterliegenden Kampfraum, der auch den um 360° schwenkbaren Turm aufnahm, bestand ein Durchgang. Im Heck der Wanne fand der Motor mit Nebenaggregaten seinen Platz. Die Wanne wurde aus Panzerstahl mit einer Stärke von 8 bis 13 mm verschweißt. Der oben offene Turm war ebenfalls eine Schweißkonstruktion. Er nahm die Geschütze, die Besatzung (außer dem Fahrer) und einen Teil der Munition auf. Die Rückwand besaß eine Hülsenauswurföffnung. Außerdem war sie abnehmbar gestaltet, was das Wechseln der Geschütze erleichterte. Während des Marsches konnte der Turm mit einer Plane abgedeckt werden, die insgesamt 13 Beobachtungsfenster aus Plexiglas enthielt. Die ausgeworfenen Hülsen wurden in einem Korb am Turmheck gesammelt.
Die Fla-Geschütze S-68 entsprachen konstruktiv der S-60, jedoch war die rechte Waffe spiegelbildlich zur linken ausgeführt. Das Gewicht der Waffenanlage lag bei 4500 kg. Bei der S-68 handelt es sich um eine vollautomatische Kanone, bei der die Energie des zurücklaufenden Rohres zum Nachladen und Verriegeln des Verschlusses ausgenutzt wurde. Die Waffen konnten manuell oder mit Hilfe der elektrohydraulischen Antriebe gerichtet werden. Die beiden Ladekanoniere saßen jeweils rechts bzw. links im Turm neben der Waffenanlage. In Schussrichtung links fand hinter dem Ladekanonier der Richtkanonier im hinteren Teil des Turms seinen Platz. Er war für das Richten der Waffen und das Betätigen des Abzugs verantwortlich. Rechts von ihm, aber noch auf der linken Seite befand sich der Platz des Visierkanoniers, der für Einstellung Entfernung, Geschwindigkeit, Kurs, Neigungs-/Steigungswinkel verantwortlich war. Der Kommandant fand seinen Platz im rechten hinteren Teil des Turms, getrennt durch den Tunnel für den Hülsenauswurf. Wurde von Hand gerichtet, übernahm er neben der Führung der Fla-Sfl auch das Richten nach dem Seitenwinkel.
Mit der Waffe kam ein Fla-Visier zum Einsatz, das anhand der Geschwindigkeit des Luftzieles, der Schrägentfernung und des Kurswinkels den Vorhaltepunkt bestimmte. Dabei wurde die Geschwindigkeit anhand des Types des Luftzieles und der Kurswinkel anhand der Bewegungsrichtung des Zieles geschätzt. Die Schrägentfernung wurde ebenfalls geschätzt oder mit einem externen Entfernungsmesser bestimmt. Die Daten des Entfernungsmessers mussten jedoch mündlich übermittelt und manuell am Visier eingestellt werden.
Die Kampfbeladung bestand aus insgesamt 300 Schuss, von denen 176 im Turm Platz fanden, weitere 72 Schuss im Bugteil der Wanne. Diese insgesamt 248 Schuss befanden sich auf Ladestreifen, wobei jeder Ladestreifen vier Granatpatronen aufnahm. 52 einzelne Patronen befanden sich im Mittelteil der Wanne unter dem Turm. Die Waffe wurde manuell nachgeladen.
Der Motor vom Typ W-54 war quer im hinteren Teil der Wanne angeordnet. Bei diesem Motor handelt es sich um einen flüssigkeitsgekühlten, nicht aufgeladenen Zwölfzylinder-Dieselmotor mit einem Hubraum von 38,88 l und einer Leistung von 520 PS. Das Gewicht des Triebwerkes lag bei 895 kg. Vom Motor wurden die hinten liegenden Antriebsrollen über eine Trockenkupplung, das manuell zu schaltende Fünfganggetriebe und zwei Planetengetriebe angetrieben. Das Laufrollenlaufwerk bestand aus vier gummibereiften, drehstabgefederten Doppellaufrollen auf jeder Seite. Die drei Treibstoffbehälter fassten insgesamt 640 l Kraftstoff. In Fahrtrichtung rechts befanden sich auf der Wanne Kraftstoffzusatzbehälter.
Die ZSU-57-2 war mit dem Funkgerät 10RT-26E (10РТ-26Э) ausgerüstet. Die Reichweite lag während der Fahrt zwischen 7 und 15 km, im Stand zwischen 9 und 20 km. Zur Verständigung der Besatzungsmitglieder diente die Bordsprechanlage TPU-47 (ТПУ-47).

## Einsatz

### Sowjetarmee
Die ZSU-57-2 wurde nur in geringer Stückzahl in die Sowjetarmee eingeführt. Eine Reihe von Panzerregimentern erhielten eine Fla-Batterie, die aus jeweils vier Selbstfahrlafetten bestand. Das Fehl zum Soll wurde durch Zwillings-Fla-MG des Kalibers 14,5 mm ZTPU-2 (ЗТПУ-2) auf dem Fahrgestell der Schützenpanzerwagen BTR-40 und BTR-152 ausgeglichen.
Im praktischen Einsatz wies die ZSU-57-2 zahlreiche Unzulänglichkeiten auf. Dazu gehörte die geringe Feuergeschwindigkeit, die durch das manuelle Nachladen bedingt war. Ein Feuern aus der Bewegung war nicht möglich. Die rein visuelle Aufklärung und die Methode zur Ermittlung der Zieldaten führten zu einer geringen Treffergenauigkeit. Diese Genauigkeit lag deutlich niedriger als die der 57-mm-Flak S-60, bei der zur Ermittlung der Zieldaten und zur Berechnung des Vorhaltepunktes die Geschützrichtstation GRS-9 und das Kommandogerät PUAZO-6, später dann das Feuerleitgerät RPK-1 benutzt wurden. Die gesteigerte taktische Beweglichkeit konnte diesen Nachteil nicht aufwiegen. Besonders beim Kampf gegen schnell- und tieffliegende Strahlflugzeuge waren die fehlenden Möglichkeiten zur elektronischen Aufklärung und die immanente Ungenauigkeit bei der Ermittlung von Entfernung und Zielgeschwindigkeit eklatant. Unzureichend war ebenso die geringe Richtgeschwindigkeit der Waffen von lediglich maximal 20–30°/s.
Dennoch verkörperte die ZSU-57-2 den Stand der Technik zu Beginn der 1950er-Jahre. Die amerikanische Fla-Sfl M42 Duster wies eine ähnliche Konfiguration und auch vergleichbare Leistungsdaten auf. Ausgerüstet mit zwei 40-mm-Kanonen lag die Kadenz bei 2 × 120 Schuss je Minute, die Schussentfernung lag bei 2000 m.

### Nationale Volksarmee
Die ZSU-57-2 wurde in der Nationalen Volksarmee ab 1957 eingesetzt. Ursprünglich war der Einsatz in den motorisierten Schützen- und Panzerdivisionen sowie in den motorisierten Schützen- und Panzerregimentern vorgesehen.
Auf der Ebene der Division war die Aufstellung eines Flak-Regimentes je Division geplant. Das Regiment setzte sich dabei aus jeweils zwei Flakbatterien S-60 und ZSU-57-2 zusammen. Eine Batterie verfügte dabei über sechs Fla-Sfl. Die zu Beginn der 1960er Jahre erfolgte Umstrukturierung der Truppenluftabwehr führte jedoch dazu, dass in den Flak-Regimentern eine Fla-Sfl-Batterie gestrichen wurde, die Regimenter wurden dabei zu Flak-Abteilungen umstrukturiert. In den Divisionen der NVA wurde die Fla-Sfl in den entsprechenden Flak-Abteilungen auch tatsächlich eingeführt. Ab 1972 wurden die Flak-Abteilungen wieder in Flak-Regimenter umstrukturiert, die Fla-Sfl-Batterien entfielen. Sie wurde durch die 57-mm-Flak S-60 mit Feuerleitgerät RPK-1 ersetzt. Die Herauslösung der ZSU-57-2 aus dem aktiven Dienst wurde 1974 abgeschlossen.
In den motorisierten Schützenregimentern wurde die ZSU-57-2 entgegen der ursprünglichen Planung nicht eingeführt. Die Flak-Batterien auf Regimentsebene wurden stattdessen mit der automatischen 37-mm-Flugabwehrkanone M1939 (61-K) als Ersatzbewaffnung ausgerüstet. Im Zuge der erwähnten Umstrukturierung der Truppenluftabwehr wurden diese Batterien 1961 ersatzlos gestrichen. (In der 4. motorisierten Schützendivision wurden in allen Regimentern 1960 Flakbatterien mit je 4 ZSU-57-2 an Stelle der M1939 (61-K) eingeführt.)
Dagegen erfolgte eine Einführung in den Flakbatterien der Panzerregimenter. Waren hier ursprünglich sechs Sfl je Batterie vorgesehen, wurde die Anzahl im Zuge der Umstrukturierung auf vier reduziert. Ab Ende der 1960er-Jahre begann dort ihre Ablösung durch die ZSU-23-4, die jedoch erst 1975 in den Flugabwehreinheiten der 9. Panzerdivision abgeschlossen werden konnte. Zur Führung der Batterie kam ein als Batteriebefehlsstelle umgerüsteter BTR-50 zum Einsatz. Dieses Fahrzeug verfügte auch über einen optischen Entfernungsmesser (1-m-Basis).
Ab 1967 wurden die durch die Umstrukturierungen freigewordenen Fla-Sfl zum Nahbereichsschutz militärischer Flugplätze herangezogen. Die Auswertung des Sechstagekrieges hatte die hohe Verwundbarkeit dieser Einrichtungen gegenüber Luftangriffen gezeigt. Neben dem Bau von Splitterschutzboxen und Änderungen der Unterbringung und Aufstellung der Flugzeuge wurde daher der Flugabwehr eine erhöhte Aufmerksamkeit gewidmet. Je Flugplatz wurden sechs Fla-Sfl ZSU-57-2 und zwei ZPU-4 eingesetzt.
Während des Einsatzes wurden die Funkgeräte 10RT-26E durch die moderneren R-113 ersetzt, als Bordsprechanlage wurde die R-120 eingerüstet.
Die nicht benötigten Fla-Sfl wurden den Mobilmachungsdivisionen zugewiesen und zunächst eingelagert, ab Mitte der 1970er-Jahre auch hier durch die im Zuge der Aufstellung von Fla-Raketenregimentern freiwerdenden S-60 abgelöst. Aufgrund der Nachteile des Waffensystems war eine sinnvolle Weiterverwendung des Waffensystems innerhalb der Truppenluftabwehr nicht möglich. 43 Fla-Sfl wurden 1981/82 zu Fahrschulpanzern 500U umgebaut, der Rest verschrottet. Insgesamt hatte die Nationale Volksarmee 129 Fla-Sfl ZSU-57-2 im Bestand.

### Verwendung in anderen Armeen
- Ägypten[2]
- Angola[3]
- China
- Finnland[4]
- Irak[5]
- Iran
- Kuba
- Nordkorea
- Polen
- Syrien
- Ungarn
- Vietnam[6]

## Technische Daten
- Länge: 8,48 m
- Breite: 3,27 m
- Höhe: 2,75 m
- Gewicht: 28,1 t
- Marschgeschwindigkeit: max. 50 km/h
- Fahrbereich: 420 km

- Kampfsatz: 300 Granatpatronen
- Gewicht Granatpatrone: 6,61 kg
- Gewicht Geschoss: 2,8 kg
- Anfangsgeschw.: 1000 m/s
- Schussentfernung (Schrägentfernung): 5500 m
- Höhenbereich: 100–4000 m
- Kadenz: max. 240 Schuss/Minute
- Richtbereich
  - Seite: 360°
  - Höhe: −1 – +85°
- Richtgeschwindigkeit (hydraulisches Richten):
  - Seite: 0,2–30°/s
  - Höhe: 0,3–20°/s